# Criminal Justice
Criminal Justice ist ein US-amerikanisches Filmdrama aus dem Jahr 1990. Regie führte Andy Wolk, der auch das Drehbuch schrieb.

## Handlung
Denise Moore wird eines Tages ausgeraubt, dabei werden ihr dauerhaft bleibende Schnittwunden im Gesicht zugefügt. Sie erstattet auf einer Polizeiwache Anzeige und glaubt, in dem vorbestraften Jessie Williams den Täter zu erkennen. Obwohl Williams seine Unschuld beteuert, wird er angeklagt.
Die Staatsanwältin konzentriert sich darauf, den Fall zu gewinnen und ignoriert Ungereimtheiten. Der Anwalt von Williams rät von Anfang an seinem Klienten, eine Abmachung mit der Staatsanwaltschaft einzugehen, bei der es zu keinem Gerichtsprozess kommen und Williams eine wesentlich geringere Strafe erhalten würde. Der Verteidiger macht Williams klar, dass unabhängig davon, ob er wirklich schuldig ist oder nicht, der Prozess für ihn mit einer Verurteilung enden kann, da das Opfer ihn zu erkennen glaubt und seine Mutter als Zeugin für ein Alibi nicht glaubwürdig ist. Nach einem Angebot der Staatsanwaltschaft, welches Williams annimmt, wird Williams für dreieinhalb bis sieben Jahre inhaftiert, nachdem er sich schuldig bekennt – sonst drohten ihm zwölf Jahre Haft.

## Kritiken
Die Redaktion von Rotten Tomatoes schrieb, das „kraftvolle Drama“ argumentiere, die US-amerikanischen Gerichte seien mit Fällen zu überlastet, um in jedem Einzelfall für Gerechtigkeit zu sorgen.
Die Zeitschrift TV Spielfilm schrieb, „Der kritische Justizthriller bemüht sich, allen Positionen gerecht zu werden.“ Fazit: „Intelligente Kritik am US-Justiz-Räderwerk“.
Das Lexikon des internationalen Films meinte: Kein klassisches Drama um Schuld und Unschuld, sondern ein halbdokumentarischer Film, der anlässlich eines alltäglichen Vorfalls die Frage aufwirft, inwieweit die Rechtsprechung nur noch von den ständigen Absprachen zwischen juristischen Profis bestimmt wird. Eine nüchterne und ernüchternde Bestandsaufnahme, nicht sonderlich spannend, aber hervorragend gespielt.

## Auszeichnungen
Der Film wurde im Jahr 1992 für den Preis Artios der Casting Society of America nominiert.

## Hintergründe
Der Film wurde in Pittsburgh gedreht. Seine Erstveröffentlichung fand in den USA am 8. September 1990 statt.